# Itariri
Itariri is een gemeente in de Braziliaanse deelstaat São Paulo. De gemeente telt 16.284 inwoners (schatting 2009).

## Aangrenzende gemeenten
De gemeente grenst aan Iguape, Pedro de Toledo en Peruíbe.